# كريستوس أرديزوغلو
كريستوس أرديزوغلو (باليونانية: Χρήστος Αρδίζογλου)‏ ، من مواليد 25 مايو 1953 ، لاعب كرة قدم يوناني سابق.
لعب مع منتخب اليونان لكرة القدم.

## مسيرته الكروية
لعب كريستوس أرديزوغلو خلال مسيرته الاحترافية مع ناديين في خمسة عشر موسمًا وسجل خلالها 56 هدفًا ضمن 311 مباراة. حيث فاز في موسمين بالكأس وموسمين بالدوري.
خاض كريستوس أرديزوغلو مسيرته مع نادي أبولون سميرني في موسم 1971–72 في المرة الأولى واستمر معه طيلة ثلاثة مواسم ثم في موسم 1985–86 لمدة موسم واحد، مشاركًا طوالها في 50 مباراة سجل خلالها 6 أهداف. ثم انتقل إلى نادي أيك أثينا في موسم 1974–75 ليلعب معه أحد عشر مواسم، حيث شارك في 261 مباراة سجل خلالها 50 هدف.

## روابط خارجية
- كريستوس أرديزوغلو على موقع الاتحاد الدولي (مؤرشف)  (الإنجليزية)
- كريستوس أرديزوغلو على موقع الاتحاد الأوربي (الإنجليزية)
- كريستوس أرديزوغلو على موقع قاعدة بيانات كرة القدم.إي يو (الإنجليزية)
- كريستوس أرديزوغلو على موقع ناشيونال فوتبول تيمز (الإنجليزية)
- كريستوس أرديزوغلو على موقع عالم كرة القدم.نت (الإنجليزية)